# Nokia 8110
Nokia 8110 é um telefone celular lançado em 1996. Foi anunciado em 9 de setembro de 1996, como o primeiro da série 8000 de telefones topo de linha da Nokia. Seu estilo distinto foi o primeiro exemplo de formato 'slider'. Uma tampa deslizante protegia o teclado ao ser carregado no bolso e estendida para baixo durante o uso, aproximando o microfone da boca. A ação de abrir a tampa também atendeu uma chamada. A curvatura proeminente da caixa, principalmente quando aberta, rendeu-lhe o apelido de “telefone banana”. Foi também o primeiro telefone Nokia com LCD gráfico monocromático.
O telefone foi projetado para o mercado empresarial e era um dos menores e mais leves (152 gramas) do mercado, mas ainda tinha bateria com melhor duração do que seu antecessor Nokia 2110. O telefone também foi o primeiro celular GSM a usar um processador ARM.
O modelo 8110i aprimorado, anunciado em março de 1997, foi o primeiro telefone com mecanismo SSMS (Smart SMS). Os aparelhos podiam ser atualizados OTA (Over The Air) com uma estrutura de menu inteligente, que permitia a entrada simples de informações, entrada que era enviada por meio de uma mensagem de texto simples e estruturada para um receptor MT. Esta estação poderia interpretar informações e uma mensagem de texto estruturada de volta ao aparelho. O recebimento de toques por SMS também fazia parte do protocolo de mensagens inteligentes, então o 8110i também foi o primeiro telefone celular a suportá-lo. Posteriormente, a Nokia parou de comercializar mensagens inteligentes e concentrou-se no próximo padrão WAP, mas não abandonou o suporte a mensagens inteligentes de telefones posteriores. O 8110 é visualmente igual ao 8110i, exceto no modelo anterior, o logotipo da Nokia aparece em branco. Os modelos 8110 e 8110i foram sucedidos pelo Nokia 8810 em 1998, enquanto os modelos 8146 e 8148 foram sucedidos pelo Nokia 7110 em 1999.